# Adriano Samaniego
Adriano Samaniego Giménez (8 de septiembre de 1963, Luque, Paraguay) es un exjugador de fútbol paraguayo.
Fue figura del Club Olimpia de Asunción en los años 1990, ganando la recordada Copa Libertadores de 1990, destacándose como delantero, y es recordado como uno de los grandes jugadores de la historia del club paraguayo.

## Trayectoria
Empezó su carrera en las divisiones inferiores del Club Olimpia de Paraguay. Su debut en el plantel profesional de Olimpia fue en 1981, donde jugó hasta 1985 ganando varios torneos en la Primera división paraguaya. Luego de jugar en el Club Necaxa de México regresó al Olimpia para salir campeón de la Copa Libertadores, Supercopa Sudamericana y Recopa Sudamericana en 1990. También fue jugador del Junior de Barranquilla y del Santa Fe en Colombia, terminando su carrera en el Club Guaraní en 1998.
Anotó siete goles en la Copa Libertadores 1990 y cuatro más en la disputa de la Supercopa del mismo año. Fue un jugador con muchas peculiaridades, al punto de que el técnico Luis Cubilla opinaba sobre el jugador por aquellos años: “Samaniego es pura potencia. Es capaz de errar la conquista más simple y después hacer una jugada increíble para un gol sorprendente. Tiene una particularidad especial: en los partidos bravos, siempre hace goles...”.
Posteriormente se dedicó a la dirección técnica, conduciendo varios clubes a nivel local. Hoy forma parte del cuerpo técnico de las divisiones inferiores del Club Olimpia.

## Distinciones individuales
| Distinción                                        | Año  |
| ------------------------------------------------- | ---- |
| Máximo goleador de la Copa Libertadores (7 goles) | 1990 |

- Datos: Q4685601